# 6Mois
6Mois est une revue trimestrielle française de photojournalisme créée au printemps 2011 par Laurent Beccaria et Patrick de Saint-Exupéry. La « petite sœur de la revue XXI » se donne pour objectif de raconter en 220 pages « le XXIe siècle en images ». De 2018 à octobre 2023, 6Mois fait partie du groupe de médias indépendants 4 Revues au côté de TOPO, La Revue Dessinée et XXI. Depuis fin octobre 2023, 6Mois appartient au groupe de presse indépendant Indigo Publications.
Distribuée en librairies, surfaces culturelles et par abonnement, elle est financée sans publicité ni partenariat.
Le premier numéro, sorti le 24 mars 2011 et tiré à 40 000 exemplaires s’est vendu à 45 000 après retirage.
La publication papier de la revue s'arrête avec le numéro 27 d'automne 2023.

## Présentation

### Lancement
Encouragés par le succès de la revue XXI, Laurent Beccaria et Patrick de Saint-Exupéry décident de lancer la revue 6Mois « pour refonder le lien entre le journalisme et la photo, renouer le pacte entre le lecteur et les photographes, trouver le point de rencontre entre l’appétit du public et l’énergie parfois stupéfiante des auteurs ».
Au lancement de la revue, les deux fondateurs détiennent chacun 33 % des parts et Gallimard en détient 20 %. Les 14 % restants sont répartis entre divers acteurs individuels.
La rédaction en chef est confiée à Marie-Pierre Subtil, grand reporter, collaboratrice du quotidien Le Monde depuis vingt-deux ans. La narration est plus basée sur les images que sur les mots.
Le premier numéro, La Chine, l’empire jeune, sort le 24 mars 2011. Il est tiré à 40 000 exemplaires et bénéficie d’un retirage qui pousse les ventes à 45 000 exemplaires.

### Reprise par Le Seuil etLa Revue Dessinée
En mars 2018, l’échec commercial du journal Ebdo, trois mois après son lancement, entraîne la liquidation judiciaire de la société Rollin Publications, qui édite 6Mois et la revue XXI.
C’est l’offre de reprise de La Revue dessinée et des éditions du Seuil qui est retenue le 31 mai par le tribunal de commerce de Paris. C’est elle qui avait préférence des salariés bien qu’elle entraîne le licenciement de quarante-huit personnes,. Quatre autres candidats s’étaient manifestés : Thierry Mandon, directeur général d’Ebdo, associé à huit autres investisseurs ; le Groupe Le Monde ; la société d’édition Éditis ; et le groupe Hildegarde. Les trois derniers s’étant retirés rapidement de la course. Sylvain Ricard, rédacteur en chef de La Revue dessinée déclare ne pas souhaiter modifier la ligne éditoriale des deux revues.
Marie-Pierre Subtil quitte la rédaction. Elle est remplacée par Léna Mauger et Marion Quillard. La photographe italienne Martina Bacigalupo devient responsable de la photo.
Plus de 160 photographes et une vingtaine d’auteurs ont participé aux dix-huit premiers numéros.
En 2023, la revue devient trimestrielle. Sur l'année, aux deux numéros traditionnels s'ajoutent désormais un numéro consacré à la France, telle que la voient ses photographes, et un numéro consacré à un autre pays.
Fin octobre 2023, la revue 6Mois est reprise avec la revue XXI auprès du tribunal de commerce de Paris par le groupe de presse Indigo Publications,.

## Numéros publiés
1. Printemps 2011 : Chine, l’empire jeune
2. Automne 2011 : Le siècle des femmes
3. Printemps 2012 : L’Afrique en face
4. Automne 2012 : USA nouvelle saison
5. Printemps 2013 : La fureur de vivre
6. Automne 2013 : Le monde qui vient
7. Printemps 2014 : Russie, l’appel du nord
8. Automne 2011 : Israël, le piège
9. Printemps 2015 : Le business de la terre (ISBN 9791090699199)
10. Automne 2015 : Un milliard de touristes, et moi, et moi
11. Printemps 2016 : En France
12. Automne 2016 : Iran, les vents contraires
13. Printemps 2017 : Des bêtes et des hommes
14. Automne 2017 : L’autre Japon
15. Printemps 2018 : Villes folles
16. Automne 2018 : La cause des femmes
17. Printemps 2019 : Orient extrême
18. Automne 2019 : Avec nous le déluge
19. Printemps 2020 : Brésil, le vertige
20. Automne 2020 : Goodbye America (ISBN 9791090699458)
21. Printemps 2021 : S'enfuir, mais où ? (ISBN 9791090699472)
22. Automne 2021 : Histoire de la violence masculine
23. Printemps 2022 : Turquie, au pays des illusions perdues
24. Automne 2022 : La révolution jeune (dans l'intimité d'une génération)
25. Hiver 2022 : Parent à tout prix
26. Printemps 2023 : Liban, place aux jeunes
27. Automne 2023 : Réinventons l'école

## Récompenses
- Victoires de la Presse 2012 de la l’Association mondiale des journaux et des éditeurs de médias d’information (WAN-IFRA) : trophée du nouveau titre de presse, avec XXI[17]